# Бужумбура-Мери
Бужумбура-Мери (рунди Bujumbura Mairie) — одна из 18 провинций Бурунди. Находится на западе страны. Площадь — 87 км², население 497 166 человек.
Административный центр — город Бужумбура.

## История
Образована 8 ноября 1991 года в результате разделения провинции Бужумбура на городскую часть Бужумбура-Мери и сельскую часть — провинцию Бужумбура-Рураль.

## География
На севере и востоке граничит с провинцией Бужумбура-Рураль, на западе омывается водами озера Танганьика.

## Административное деление
Бужумбура-Мери делится на 13 коммун:
- Buterere
- Buyenzi
- Bwiza
- Cibitoke
- Gihosha
- Kamenge
- Kanyosha
- Kinama
- Kinindo
- Musaga
- Ngagara
- Nyakabiga
- Rohero